# Z. T. Bieniawski
Zdzisław Tadeusz (Richard) Bieniawski (Cracovia, 1 de octubre de 1936 - Prescott, Arizona, 11 de diciembre de 2017), también conocido como Z. T. Bieniawski, fue un ingeniero geotécnico polaco-estadounidense conocido por haber desarrollado el sistema de clasificación de rocas RMR.

## Biografía

### Primeros años
Nació en Cracovia, hijo de madre austriaca y padre polaco, ambos profesores. Durante la Segunda Guerra Mundial, su padre fue reclutado por el ejército polaco y trasladado primero a Rumania, después a Francia y por último desmovilizado en la entonces colonia británica de Rodesia. El pequeño Zdzisław y su madre se quedaron en el pueblo de Grybów, donde ella se encargó de su educación.

### Formación
Debido a sus buenas notas, Bieniawski pudo acceder a los demandados estudios de arquitectura naval e ingeniería marítima en la Universidad Politécnica de Gdansk. En 1958, gracias a una apertura parcial del telón de acero, pudo trasladarse a Rodesia para reunirse con su padre en la localidad minera de Mufulira (actual Zambia). Allí aprendió inglés y trabajó de minero. Posteriormente, estudió ingeniería mecánica en la Universidad del Witwatersrand en Johannesburgo, donde se graduó en 1961 y obtuvo la maestría en 1963. En 1968 se doctoró en ingeniería de minas por la Universidad de Pretoria.

### Trayectoria profesional
Durante sus estudios de doctorado, pudo asistir en calidad de delegado al Primer Congreso Mundial de la Sociedad Internacional de Mecánica de Rocas (ISRM), celebrado en Lisboa en 1964. Posteriormente, organizó el Grupo Nacional de Mecánica de Rocas en Sudáfrica, del que fue el presidente. Entre 1974 y 1979 fue vicepresidente de la ISRM.
Entre 1972 y 1973, Bieniawski desarrolló el sistema de clasificación RMR (iniciales de Rock Mass Rating, «Clasificación de masa rocosa»), un sistema refinado en los años 70 y 80 y utilizado mundialmente para la clasificación geomecánica de los terrenos, el primer paso para realizar cualquier obra subterránea.
En 1977, Bieniawski aceptó el puesto de profesor titular en la Universidad Estatal de Pensilvania, en Estados Unidos, donde permaneció hasta su jubilación en 1996. Se nacionalizó estadounidense en 1982.

## Obras
Z. T. Bieniawski escribió 12 libros y más de 200 artículos de investigación.

## Reconocimientos
- 2001: Doctor honoris causa por la Universidad Politécnica de Madrid[1][3]
- 2010: Doctor honoris causa y profesor Visitante por la Academia Minero-Metalúrgica de Cracovia (AGH)[nota 2][3]
- 2015: Creación de la Medalla Bieniawski en su honor por parte de la Escuela de Minería y Geoingeniería de la AGH, para premiar a sus mejores estudiantes de segundo curso.[5]